# MYV Pops
A MYV Pops (stilizálva MYV☆POPS) Miyavi japán rockzenész negyedik nagylemeze, mely 2006. augusztus 2-án jelent meg. Az Oricon slágerlistáján a 15. helyet érte el. A Señor Señora Señorita/Gigpig Boogie és a Kimi ni negai vo kislemezek 10. és 26. helyezést értek el az Oriconon. Ez volt az első lemeze, ahol a zenész poposabb irányvonalat követett, mert „a saját módszerével” akarta tanulmányozni a popzenét.

## Számlista
Az összes szám szerzője Miyavi. 
| #   | Cím | Hossz |
| --- | --- | ----- |
| 1.  | Are You Ready to Rock? (Rhythm Battle Mix)                                                               | 3:55  |
| 2.  | Kekkonsiki no uta (結婚式の唄)                                                                           | 4:52  |
| 3.  | Señor Señora Señorita (セニョール セニョーラ セニョリータ)                                               | 4:23  |
| 4.  | Gigpig Boogie (Gigpigブギ)                                                                               | 3:45  |
| 5.  | Dear My Friend (Tegami wo Kaku Yo) (Dear my friend -手紙を書くよ-)                                       | 4:27  |
| 6.  | Itosii Hito (Beta de szuman): 2006 ver. (愛しい人（ベタですまん。）-2006 ver.-)                          | 5:23  |
| 7.  | Kimi ni negai vo (君に願いを)                                                                            | 4:40  |
| 8.  | We Love You: Szekai va kimi vo aisiteru (We love you ～世界は君を愛してる～)                             | 4:38  |
| 9.  | Peace Sign (ピースサイン)                                                                                | 4:14  |
| 10. | Oretacsi dake no fighting song (Cúsó: Never give up) (俺達だけのファイティングソング （通称：ネバギバ）) | 3:35  |